# Karelija-Diskaveri Petrozavodsk
Karelija-Diskaveri Petrozavodsk (Russisch: ФК Карелия-Дискавери Петрозаводск) was een Russische voetbalclub uit de Karelische hoofdstad Petrozavodsk.

## Geschiedenis
De club werd opgericht in 1914. In 1924 werd de naam Spartak Petrozavodsk aangenomen. In de jaren zestig speelde de club een aantal jaar in de derde klasse van de Sovjet-Unie. Na het uiteenvallen van dit land in 1992 wijzigde de club een aantal keren van naam. In 2011 werden ze door financiële problemen ontbonden. 